# Outer Banks (serie televisiva)
Outer Banks è una serie televisiva statunitense ideata da Josh Pate, Jonas Pate e Shannon Burke, distribuita da Netflix dal 15 aprile 2020.

## Trama

### Prima stagione
Un gruppo di adolescenti, i "Pogues", vive nella parte più povera e nullatenente dell'isola al limite della legalità. Il capogruppo, John B, ha perso il padre da 9 mesi: questo è difatti scomparso mentre era alla ricerca del tesoro della Royal Merchant. Decisosi a cercare il padre e il tesoro, convince i propri amici Kiara, Pope e JJ a seguirlo. Da qui, ci sono anche vicende inerenti l'amicizia e l'avventura.

### Seconda stagione
Sarah e John B, che si sono fidanzati, dopo essersi imbattuti in un uragano per fuggire dalle outer banks, sono dati per dispersi. John B è accusato di omicidio per l'uccisione dello sceriffo. Vengono salvati da un pescatore di aragoste, e una volta tornati a casa e ricongiunti con i loro amici, devono fare i conti con la realtà: Ward Cameron e suo figlio Rafe, il vero assassino dello sceriffo, li stanno cercando e stanno architettando un piano contro di loro. La verità sta venendo a galla e si sta scoprendo il vero volto di ogni personaggio. Tra segreti, oro, omicidi e corruzione, riusciranno i Pogues a giungere alla verità? Inoltre, i protagonisti in questa stagione devono trovare la croce di Santo Domingo proveniente dalla Royal Merchant prima di Carla Limbrey, un'ex socia d'affari di Ward.

### Terza stagione
In questa stagione, John B, Sarah, JJ, Pope, cleo e Kiara, seguendo vari indizi e aiutati dal padre di John B, Big John, devono trovare la città perduta di El Dorado. Ma durante il viaggio i protagonisti devono combattere contro il malvagio e crudele boss caraibico Carlos Singh che vuole il tesoro tutto per sé.

### Quarta stagione
John B, Sarah, JJ, Pope, Kiara e Cleo cercano di trovare il tesoro di Barbanera. Tra fantasmi e nuovi misteri si imbattono nella Corona Blu, il tesoro più prezioso del celebre pirata. Iniziano la loro ricerca facendosi aiutare da Chandler Groff che da loro un compito, trovare un amuleto magico per far svanire una maledizione che perseguita la sua famiglia da ormai 500 anni.

## Episodi
| Stagione         | Episodi | Pubblicazione USA | Pubblicazione Italia |
| ---------------- | ------- | ----------------- | -------------------- |
| Prima stagione   | 10      | 2020              | 2020                 |
| Seconda stagione | 10      | 2021              | 2021                 |
| Terza stagione   | 10      | 2023              | 2023                 |
| Quarta stagione  | 10      | 2024              | 2024                 |

## Personaggi e interpreti

### Principali
- John Booker Routledge, interpretato da Chase Stokes, doppiato da Manuel Meli.
Il leader dei Pogues. Si innamora di Sarah. Ha un carattere molto dolce e comprensivo, ha perso il padre mentre cercava un tesoro. Per tutta la prima stagione cercherà con i suoi amici l'oro della Royal Merchant e cercherà di scoprire la verità sulla morte del padre. Nella seconda stagione aiuterà l'amico Pope a ritrovare la croce di Santo Domingo, un importante cimelio di famiglia. Nella terza stagione, insieme a Sarah e suo padre, troverà El Dorado, un tesoro perduto e leggendario.
- Sarah Cameron, interpretata da Madelyn Cline, doppiata da Lucrezia Marricchi.
La figlia del ricco imprenditore Ward Cameron. Si innamora di John B. È menzionata da molti come la principessa dei Kooks, tuttavia, il suo lato ribelle spesso rifiuta la vita da Kooks e la fa coinvolgere in quella dei Pogues.
- Kiara Carrera (stagione 1-in corso), interpretata da Madison Bailey, doppiata da Sara Labidi.
La figlia di un proprietario di un famoso ristorante. È tecnicamente una Kook dato che viene da una ricca famiglia e vive nella Figure Eight, ma i Kooks la rifiutano in quanto la ragazza ha da sempre preferito passare il tempo tra i Pogues. Ha uno stile hippy ed è amante della cultura buddista. Si innamora di JJ nella terza stagione.
- JJ Maybank (stagioni 1-4), interpretato da Rudy Pankow, doppiato da Tito Marteddu.
Il miglior amico di John dalla terza elementare, amante del caos e delle feste, detesta le ingiustizie e farebbe di tutto per far felici i suoi amici. È innamorato di Kiara.
- Pope Heyward, interpretato da Jonathan Daviss, doppiato da Tommaso Di Giacomo.
Il cervello dei Pogues. Aiuta spesso il padre nel campo del lavoro, quando non va in giro, è molto calmo e gentile, tiene molto ai suoi amici. Si innamora di Cleo.
- Topper Thornton, interpretato da Austin North, doppiato da Alessandro Campaiola.
Ex ragazzo di Sarah e amico di Rafe. Kook fino al midollo, disprezza i Pogues.
- Rafe Cameron, interpretato da Drew Starkey, doppiato da Alex Polidori.
Il fratello maggiore di Sarah. Ha un problema con la droga e questa sua dipendenza causerà molti problemi. È un personaggio molto complicato.
- Ward Cameron (stagioni 1-3), interpretato da Charles Esten, doppiato da Simone D'Andrea.
Il padre di Sarah e un ricco imprenditore che vive nella parte ricca degli Outer Banks conosciuta come "Figure Eight". Si rivelerà un personaggio cattivo e psicopatico.
- Cleo (stagione 2-in corso), interpretata da Carlacia Grant, doppiata da Roberta De Roberto.
Ragazza di Nassau che si imbatte nel gruppo dei Pogues. Si innamora di Pope.
- Sofia (stagione 3-in corso), interpretato da Fiona Palomo, doppiata da Veronica Puccio.
Nuova fidanzata di Rafe.

### Ricorrenti
- Susan Peterkin (stagione 1), interpretata da Adina Porter, doppiata da Alessandra Cassioli.
Lo sceriffo locale.
- Victor Shoupe (stagione 1-in corso), interpretato da Cullen Moss, doppiato da Oreste Baldini.
Lo sceriffo che succede alla morte di  Peterkin.
- Wheezie Cameron (stagione 1-3), interpretata da Julia Antonelli, doppiata da Vittoria Bartolomei.
La sorella minore (sorellastra) di Sarah e Rafe.
- Rose Cameron (stagione 1-3), interpretata da Caroline Arapoglou, doppiata da Francesca Manicone.
La matrigna dei fratelli Cameron, mamma di Wheezie e moglie di Ward.
- Mr. Heyward (stagione 1-in corso), interpretato da E. Roger Mitchell, doppiato da Roberto Fidecaro.
Il padre di Pope.
- Lana Grubbs (stagione 1), interpretata da CC Castillo.
La vedova di un uomo chiamato Scooter che è stato ucciso durante l'uragano Agatha.
- Agente Plumb (stagioni 1-2), interpretata da Chelle Ramos, doppiata da Francesca Rinaldi.
Agente di polizia.
- Cruz (stagione 1), interpretato da Brian Stapf, doppiato da Dario Oppido.
Pericoloso criminale.
- Kelce (stagione 1-in corso), interpretato da Deion Smith, doppiato da Leonardo Caneva.
Amico di Rafe e Topper.
- Barry (stagione 1-in corso), interpretato da Nicholas Cirillo, doppiato da Federico Bebi.
Lo spacciatore di Rafe e il proprietario di un banco dei pegni.
- Big John Routledge (stagioni 1-3), interpretato da Charles Halford, doppiato da Massimo Bitossi.
Il padre di John B creduto morto.
- Luke Maybank (stagioni 1-2, 4), interpretato da Gary Weeks, doppiato da Stefano Santerini.
Il padre di JJ.
- Anna Carrera (stagione 1-in corso), interpretata da Samantha Soule, doppiata da Perla Liberatori.
La madre di Kiara.
- Mike Carrera (stagione 1-in corso), interpretato da Marland Burke, doppiato da Alberto Angrisano.
Il padre di Kiara.
- Agente Bratcher (stagioni 1-2), interpretato da Adam Donahue.
Un agente che indaga sugli omicidi.
- Capitano Terrance (stagioni 1-2, 4), interpretato da Terence Rosemore, doppiato da Antonino Saccone.
Il capitano della nave su cui si trovano John B e Sarah Cameron.
- Carla Limbrey (stagione 2-3), interpretata da Elizabeth Mitchell, doppiata da Alessandra Korompay.
Ex collaboratrice di Ward nella ricerca della Royal Merchant e della croce di Santo Domingo.
- Renfield (stagione 2), interpretato da Jesse C. Boyd, doppiato da Francesco Bulckaen.
Fratellastro di Carla Limbrey.
- Carlos Singh (stagione 3), interpretato da Andy McQueen, doppiato da Gabriele Sabatini.
Boss caraibico ossessionato dalla ricerca di El Dorado.
- Wes Genrette (stagioni 3-4), interpretato da David Jensen, doppiato da Gianni Giuliano.
Anziano cercatore di tesori.
- Chandler Groff (stagione 4-in corso), interpretato da J. Anthony Crane, doppiato da Stefano Crescentini.
Genero di Wes, accoglie i ragazzi in casa per indirizzarli alla ricerca del tesoro del pirata Barbanera.
- Hollis Robinson (stagione 4), interpretata da Brianna Brown, doppiata da Eva Padoan.
Potente agente immobiliare delle Outer Banks, vedova del signor Robinson.

## Doppiatori italiani
| Personaggi                                             | Attori             | Doppiatori Italiani  |
| ------------------------------------------------------ | ------------------ | -------------------- |
| John B. Routledge                                      | Chase Stokes       | Manuel Meli          |
| Sarah Cameron                                          | Madelyn Cline      | Lucrezia Marricchi   |
| Kiara (Kie) Carrera                                    | Madison Bailey     | Sara Labidi          |
| Pope Heyward                                           | Jonathan Daviss    | Tommaso Di Giacomo   |
| Topper Thornton                                        | Austin North       | Alessandro Campaiola |
| Rafe Cameron                                           | Drew Starkey       | Alex Polidori        |
| JJ Maybank (st.1-4)                                    | Rudy Pankow        | Tito Marteddu        |
| Ward Cameron (st.1-3)                                  | Charles Esten      | Simone D’Andrea      |
| Cleo (st.2-4)                                          | Carlacia Grant     | Roberta De Roberto   |
| Sófia (ep.3.7-10, st.4)                                | Fiona Palomo       | Veronica Puccio      |
| Rose Cameron (st.1-2, ep.3.1, 3.3-4, 3.6)              | Caroline Arapoglou | Francesca Manicone   |
| Vice Sceriffo Shoupe (st.1-2, ep.3.5, 3.8-10, st.4)    | Cullen Moss        | Oreste Baldini       |
| Wheezie Cameron (st.1-2, ep.3.3, 3.7)                  | Julia Antonelli    | Vittoria Bartolomei  |
| Kelce (st.1, ep.2.1, 2.4, 2.7, 3.6-7, 4.4, 4.8)        | Deion Smith        | Leonardo Caneva      |
| Signor Heyward (st.1, ep.2.5-6, 2.10, st.3-4)          | E. Roger Mitchell  | Roberto Fidecaro     |
| Sceriffo Susan Peterkin (st.1)                         | Adina Porter       | Alessandra Cassioli  |
| Big John (ep.1.1, 1.3, 1.8, 2.10, st.3)                | Charles Halford    | Massimo Bitossi      |
| Mike Carrera (ep.1.2-3, 1.5, st.2-3, ep.4.1, 4.6, 4.9) | Marland Burke      | Alberto Angrisano    |
| Anna Carrera (ep.1.5, 1.10, st.2-3, ep.4.1, 4.6, 4.9)  | Samantha Soule     | Perla Liberatori     |

Fonte: AntonioGenna.net
(Ep.Stagione.Episodio)

## Produzione
Il 3 maggio 2019, è stato annunciato che Netflix aveva dato il via alla produzione di una prima stagione composta da dieci episodi. La serie è stata creata e prodotta da Josh Pate, Jonas Pate e Shannon Burke. La serie è stata pubblicata il 15 aprile 2020. Il 24 luglio 2020, Netflix ha rinnovato la serie per una seconda stagione che è stata distribuita interamente il 30 luglio 2021. Il 7 dicembre 2021, Netflix ha annunciato che la serie avrebbe avuto anche una terza stagione, pubblicata sulla piattaforma il 23 febbraio 2023. Il 19 febbraio, prima ancora del debutto della terza stagione, la serie è stata ufficialmente rinnovata per una quarta stagione, che viene pubblicata su Netflix in due parti rispettivamente il 10 ottobre e il 7 novembre 2024. Il 4 novembre 2024, la serie viene rinnovata per una quinta ed ultima stagione.

### Cast
Oltre all'annuncio iniziale della serie, è stato riportato che Chase Stokes, Madelyn Cline, Madison Bailey, Jonathan Daviss, Rudy Pankow, Austin North, Charles Esten e Drew Starkey sono stati scelti per interpretare ruoli da protagonisti. Il 2 luglio 2019, Caroline Arapoglou si è unita al cast in un ruolo ricorrente.

### Riprese
Le riprese principali della serie sono iniziate il 1 maggio 2019 a Charleston, nella Carolina del Sud.

## Accoglienza
Su Rotten Tomatoes la prima stagione della serie detiene un punteggio del 77% su 22 recensioni, con un punteggio medio di 7.0/10. Su Metacritic ha un punteggio di 61 su 100 basato su 9 recensioni, indicando "recensioni positive".